# Амина Абдалла Арраф аль-Омари
Амина Абдалла Арраф аль-Омари (англ. Amina Abdallah Arraf al Omari) — псевдоним, под которым вёл блог американец, активист движения за мир по имени Том Макмастер. Блог «Лесбиянка из Дамаска» (англ. A Gay Girl In Damascus) был создан в поддержку гражданских и политических свобод сирийцев. Амина оставляла комментарии о ситуации в Сирии, заметки о своей жизни, а во время восстаний в Сирии в 2011 году сестра Амины рассказала в этом интернет-дневнике о похищении Амины, которая пропала 6 июня 2011 года. Этот дневник привлёк внимание СМИ и вызвал общественный резонанс в США.
Многие усомнились в правдивости сообщений в блоге. После расследования, проведенного несколькими блогерами, было выяснено, что автор дневника проживает в Эдинбурге, Шотландия и его имя — Том МакМастер. Спустя несколько часов Том подтвердил эти догадки в дневнике и взял на себя ответственность за неправдивые сообщения.

## Фиктивная биография
Героиня дневника, Амина Абдалла Арраф аль-Омари имеет двойное гражданство (Сирия и США), её мать — американка, а отец — сириец. Она родилась и выросла в США, но часто бывала в Сирии. Когда ей исполнилось 15 лет, она поняла, что она лесбиянка, что её ужасно испугало.
Амина решила отказаться от учёбы в Agnes Scott College в Атланте, Джорджия, из-за большого количества гомосексуальных девушек в студенческом городке. В 26 лет она переехала в Сирию, где преподавала английский язык, пока не начались восстания. Амина чувствовала презрение к себе и в США, и в Сирии, но заявляла, что не видит проблемы в том, что она мусульманка и лесбиянка.

## История
МакМастер заявил, что создал блог для участия в дискуссиях по Ближнему Востоку, опасаясь использовать своё настоящее имя из-за скепсиса и недоверия к американцам на Ближнем Востоке. Он создал страницы для Амины в социальных сетях. Блог привлёк внимание из-за своих остроумных комментариев по вопросам политики, пола, сексуальности, сирийской культуры и обрёл поддержку сирийской оппозиции.